# U96
U96 er en Dance-duo fra Tyskland. Duoen er mest kendt for deres hit "Das Boot" fra 1991.

## Diskografi
- Das boot (1991)
- Club bizarre (1994)
- Heaven best of '96 (1996)

| Musikgruppe | Spire Denne artikel om en tysk musikgruppe er en spire som bør udbygges. Du er velkommen til at hjælpe Wikipedia ved at udvide den. |